# 나지미촌
나지미촌(南志見村)은 이시카와현 후게시군에 설치되었던 촌이다.